# بيتر شتوغر
بيتر شتوجر (بالألمانية: Peter Stöger)‏ (مواليد 11 أبريل 1966) هو لاعب كرة قدم. يلعب مع منتخب النمسا لكرة القدم. سبق له أن لعب في كأس العالم لكرة القدم مع منتخب بلاده.

## روابط خارجية
- بيتر شتوغر على موقع الاتحاد الدولي (مؤرشف)  (الإنجليزية)
- بيتر شتوغر على موقع الاتحاد الأوربي (الإنجليزية)
- بيتر شتوغر على موقع قاعدة بيانات كرة القدم.إي يو (الإنجليزية)
- بيتر شتوغر على موقع ناشيونال فوتبول تيمز (الإنجليزية)
- بيتر شتوغر على موقع Soccerway.com (الإنجليزية)
- بيتر شتوغر على موقع عالم كرة القدم.نت (الإنجليزية)